# 毛鈞年
毛鈞年，大紫荊勳賢（1937年5月20日—2013年2月2日），廣東番禺人，曾任新華社香港分社副社長。

## 生平
毛鈞年在1950年麗澤女子中學（小學部）小六年級，1956年畢業於香港培正中學，1961年畢業於香港大學（中文系，二級榮譽文學士），後曾任循道中學中文教師。1985年至1987年，毛被委任新华社香港分社副秘书长兼文化教育部部长。1985年6月，毛出任香港基本法起草委员会副秘书长，同年12月当选为香港基本法諮詢委員會执行委员会秘書長，常以「愛國人士」身份與不同界別聯繫。但在1987年中國共產黨第十三次全國代表大會中，毛鈞年被發現代表廣東省出席，且被揭發其共產黨黨員身份，因此其職位被前特首梁振英所取代。1987年7月，毛出任新华社香港分社副社长，同年曾在北京中共中央黨校進修，1999年3月離任。
他擔任新華社香港分社副社長期間，提拔了後來的民建聯主席馬力及香港特別行政區籌備委員會副秘書長邵善波為基本法諮詢委員會的副秘書長，為兩人的從政鋪路。2000年，毛均年獲香港特別行政區政府頒授大紫荊勳章。值得一提的是，其堂兄為已故中華民國僑務委員會委員長毛松年。毛鈞年於2013年2月2日19時02分在香港逝世，享年76歲。